# Gratin dauphinois

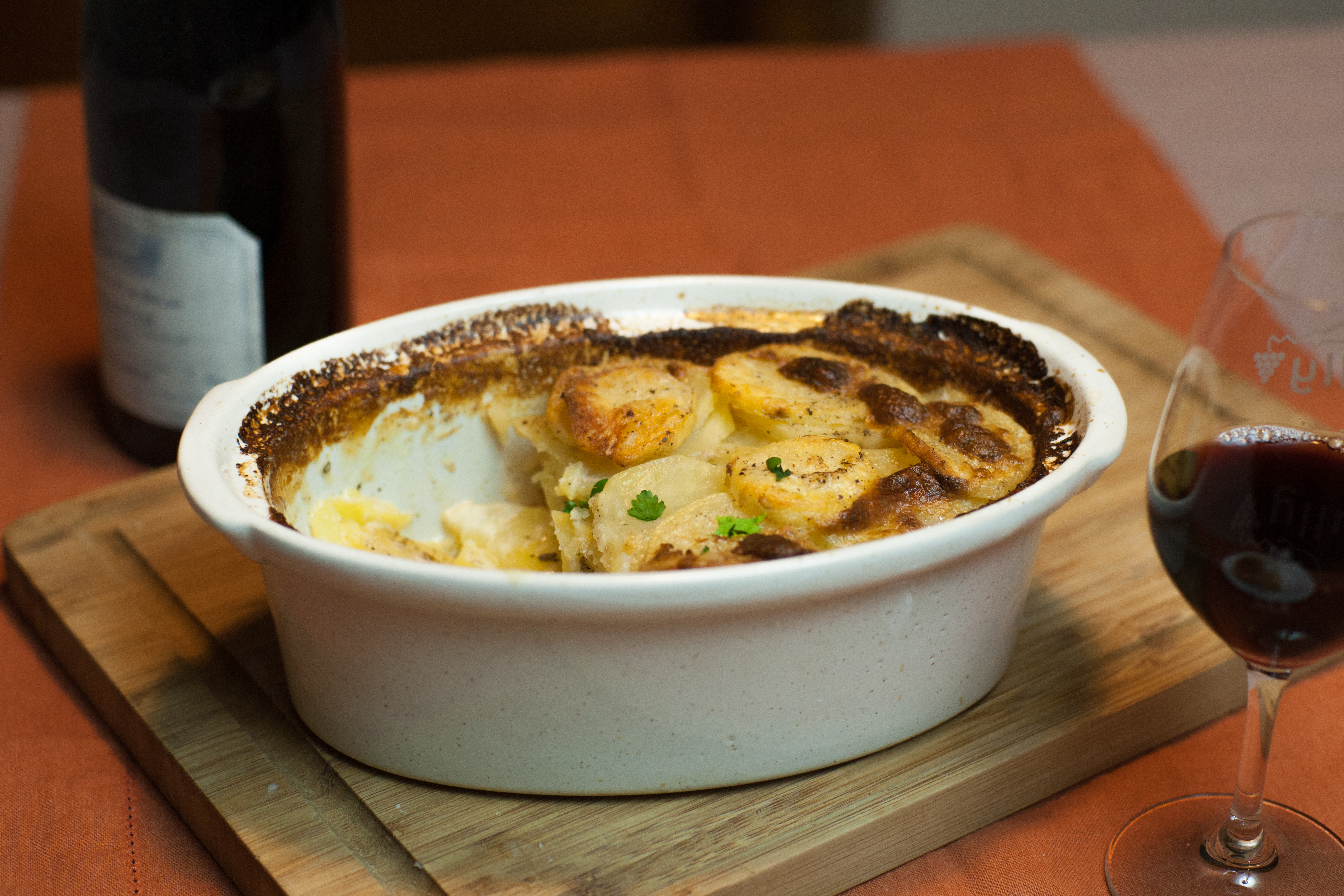
Gratin dauphinois

Gratin dauphinois oder Kartoffeln Dauphiner Art ist eine Variante des Kartoffelauflaufs.
In der klassischen Form werden rohe Kartoffeln in Scheiben geschnitten, in einer Auflaufform mit Sahne übergossen und ohne weiteren Belag im Ofen gegart und gratiniert. Auch die Zugabe von Knoblauch, Milch und Käse sind üblich.